# Harriet Hjorth
Harriet Hjorth, även Hjorth-Wetterström, född Albihn 9 augusti 1908 i Stockholm, död 22 januari 1977 i Sigtuna, var en svensk författare. Hon var syster till skådespelaren Karin Albihn och studerade i ungdomen musik och litteratur vid Sorbonne i Paris. Hjorth gav ut sammanlagt 32 böcker; några postuma utgåvor redigerade av dottern Agnete Hjorth.
Hjorth är begraven på Maria kyrkogård i Sigtuna.